# Golfinho-riscado
O golfinho-riscado (Stenella coeruleoalba) é uma espécie da família Delphinidae e também pode ser chamado de golfinho-listrado, por ter uma faixa preta e outra branca ao longo de seu corpo. Sua alimentação é constituída por pequenos peixes lulas e polvos. Costumam pesar aproximadamente 150 kg e medir cerca de 2,6m. Nadam rapidamente, na grande maioria em grupo de mais de 100 indivíduos, dando shows com seus saltos nas águas azuis. Tem sido amplamente estudado, uma vez que é encontrado em águas temperadas e tropicais em todo o mundo. É, de longe, o cetáceo mais frequente no Mediterrâneo ocidental. Seus encalhes representam mais de 60% do total daqueles que ocorrem nas costas do noroeste do Mediterrâneo.

## Características e descrição
O golfinho-riscado, também chamado de golfinho-listrado, tem como característica uma faixa negra que corre pelos flancos desde os olhos até o seu ânus, e também por uma mancha clara, cuja forma se aproxima da uma pincelada, que corre do olho para a barbatana dorsal, que o tornam fácil de distinguir.
Essa espécie também possui dorso escuro e barriga branca ou rosada, delimitada por uma listra preta longitudinal.
 Os adultos podem chegar a 2,6 m, com um peso de 150 kg de fêmeas e machos de 160 kg. Como os outros golfinhos do gênero, o golfinho listrado se movimenta em grandes grupos, geralmente em mais de 100 indivíduos. Grupos podem ser menores no Mediterrâneo e no Atlântico.

## Taxonomia
O golfinho-riscado é uma das cinco espécies tradicionalmente incluídas no gênero Stenella; no entanto, o trabalho genético recente de LeDuc et al. (1999) indica que Stenella, como tradicionalmente concebida, não é um grupo natural. De acordo com esse estudo, os parentes mais próximos do golfinho listrado são o golfinho Clymene, os golfinhos comuns, o golfinho-pintado-do-Atlântico e o adorno "Tursiops", que antes era considerado uma subespécie do golfinho-nariz-de-garrafa. O golfinho listrado foi descrito por Franz Meyen em 1833.

## Habitat
É uma espécie de golfinho gregário encontrado nas zonas subtropicais, tropicais e temperadas quentes de todos os oceanos.
É encontrado em abundância no norte e no sul do Oceano Atlântico, incluindo o Mediterrâneo, o Golfo do México, o Oceano Índico e o [[Oceano Pacífico. Em termos gerais, ocupa uma faixa de 40 ° N e 30 ° S. O golfinho-riscado é encontrado nas latitudes quentes e temperadas de todos os grandes oceanos. Esta espécie vive preferencialmente em águas distantes da costa (geralmente a 10 milhas de distância) e sempre em fundos superiores a 100–200 m. Mas, em regiões onde a costa é mais íngreme e a plataforma é reduzida, como a Costa Brava, é comum encontrar-se a uma curta distância da praia, especialmente durante a primavera.
Em alguns locais realizam migrações sazonais associadas a correntes oceânicas. Possivelmente tem várias populações geograficamente isoladas.  A população de golfinhos-riscados do mar Mediterrâneo é uma das maiores que se conhece, sendo esta espécie de golfinho a mais comum nesta região. Em Portugal,  esta espécie está presente tanto no Continente, como na Madeira e nos Açores.

## Reprodução
A reprodução foi estudada nas águas do Mediterrâneo ocidental, e os nascimentos ocorrem em de Setembro e Outubro, a fim de tirar proveito da época do ano, quando a água ainda está fria e a disponibilidade de alimentos é alta. Essa sincronia ajuda as mulheres a superar o alto custo energético da amamentação. A cópula também ocorre no final do verão e início do outono, e a gestação dura cerca de um ano, após o qual nasce um recém-nascido medindo cerca de 95 cm de tamanho corporal. Como o resto dos cetáceos, eles só têm um filho por nascimento. Aparentemente, o nascimento e os primeiros meses de lactação são momentos críticos na vida dos golfinhos-riscado, e a taxa de mortalidade durante esse período é relativamente alta. Isso explica a abundância relativa de filhotes e filhotes jovens que aparecem mortos nas praias durante o outono e início do inverno.

## Comportamento
Nadam rapidamente, e são conhecidos em muitas zonas pelo seu hábito de evitar embarcações saltando muito alto, criando grandes splashes, em alta velocidade. Parece que os saltos além de diversão, são também uma espécie de jogo ou tática que os ajudam a se livrar dos parasitas.
Os saltos realizados pelos golfinhos são muito espetaculares e já foram identificados 8 tipos:
- salto completo;
- meio pulo;
- salto vertical;
- aparafusar (rolar para frente);
- aparafusar na superfície (rolar na superfície);
- conjunto (mais de dois saltos de uma só vez);
- span (flop de barriga);
- surfar.

Os eixos podem ser girados entre 90° e 180° graus. O conjunto consiste em um salto feito por 2 indivíduos, no qual um é empurrado para fora da água pelo outro.
Além dos saltos, eles mostram comportamentos de superfície cuja finalidade ainda não está clara
- bowriding: natação sendo carregada pela onda dos barcos ou pelas ondas criadas pelas baleias;
- rompendo: pular completamente para fora da água;
- porpoising: pular para fora da água durante a natação rápida
- pirueta: se jogar para trás na superfície da água, girando na barbatana caudal;
- tailsapping: bater a parte caudal contra a superfície da água;
- flipperslapping: bater as barbatanas peitorais na superfície da água.

Em outras regiões, é frequente nadarem à proa das embarcações. Estes animais impressionam a todos que estão próximos a costa, com shows de pulos e saltos pelas águas azuis e límpidas. O golfinho-listrado costuma se movimentar em grandes grupos.

## Acústica
Pouco se sabe sobre o comportamento acústico desses golfinhos. Os golfinhos produzem sons de freqüência entre 50 e 150 kHz, chamados cliques, que são usados para a ecolocalização e, portanto, para a caça. Eles são capazes de emitir séries prolongadas de cliques, chamados de rajadas, que em nossa orelha parecem ser semelhantes a miados.
Juntamente com esses sons, eles também são capazes de produzir assobio, de frequência mais baixa, em torno de 20 kHz, usados para comunicação intraespecífica e que podem ser ouvidos mesmo em distâncias muito longas. A atividade acústica dos golfinhos parece ser maior à noite, de acordo com o comportamento alimentar desses cetáceos.
A ecolocalização consiste em emitir sons de alta frequência para obter informações sobre as presas, evitar obstáculos e predadores, ou nadar longas distâncias. Nesse caso, o som volta em forma de eco e o golfinho consegue captá-la por causa de um órgão que o animal tem na mandíbula, e que leva a informação para o ouvido e depois para o cérebro.

## Alimentação
Pequenos peixes e cefalópodes (polvos, lulas, náuticos e os chocos) constituem os itens preferenciais para a alimentação dos golfinhos riscados, adaptando sua dieta à disponibilidade de alimentos, tanto em relação à sua abundancia quanto à sua composição em espécies.
As populações golfinho que vivem no Mediterrâneo compõe sua alimentação principalmente em cefalópodes, especialmente Albraliopsis pfefferi, onychoteuthis banksii, lulas (Todarodes sagittatus ) e brachioteuthis riisei, enquanto as oceânicas alimentam-se de peixe pertencente à família lanternfish, a maioria dos quais possuem órgãos bioluminescentes e têm comprimento entre 60 e 300 mm.
Na África do Sul e no Japão, os golfinhos vão caçar até uma profundidade de 700 m.
Nas águas do Pacífico oriental, muitas vezes nadam em conjunto com o atum para cooperar na pesca.

## Interação humana
Os baleeiros japoneses caçam golfinhos-riscado no Pacífico ocidental desde pelo menos a década de 1940. No auge das "unidades de golfinhos listradas", pelo menos 8.000 a 9.000 indivíduos foram mortos a cada ano e, em um ano excepcional, 21.000 indivíduos foram mortos. Desde a década de 1980, após a introdução das cotas, esse número caiu para cerca de 1.000 mortes anuais. Os conservacionistas estão preocupados com a população do Mediterrâneo, que é ameaçada pela poluição, doenças, rotas movimentadas de navios e pesadas capturas acidentais em rede de pesca, redes de arrasto, redes de emalhar, tresmalho e rede de cerco. As ameaças recentes incluem o sonar militar e a poluição química de perto por portos.
O hidrocarboneto é também uma preocupação importante, como os PCB (bifenilos policlorados) e HCB (hexaclorobenzeno). Diz-se que estes causam problemas a cadeias alimentares adicionais, bem como fazem um teste de corpo inteiro para ver que hidrocarbonetos podem ser transmitidos através do parto e da lactação.
Tentativas foram feitas para manter o golfinho listrado em cativeiro, mas a maioria fracassou, com a exceção de alguns capturados no Japão para o Museu da Baleia de Taiji.
Os golfinhos listrados são uma das espécies-alvo da caçada ao golfinho de Taiji.

## Conservação
As populações do Pacífico tropical e mediterrâneo do leste do golfinho listrado estão listadas no Anexo II da Convenção sobre a Conservação de Espécies Migradoras de Animais Silvestres (CMS), pois elas têm um estado de conservação desfavorável ou seriam beneficiadas operação organizada por acordos personalizados.
Na Lista Vermelha da UICN, o golfinho listrado classifica-se como vulnerável devido a uma redução de 30% na sua subpopulação nas últimas três gerações. Estes golfinhos podem também ser uma espécie indicadora de monitorização a longo prazo da acumulação de metal pesado no ambiente marinho devido à sua importância na cadeia alimentar pelágica do Japão, bem como à sua capacidade de viver durante muitos anos.
Além disso, o golfinho-listrado é abrangido pelo Acordo sobre a Conservação dos Pequenos Cetáceos do Mar Báltico, do Atlântico Nordeste, da Irlanda e do Norte (ASCOBANS), Acordo sobre a Conservação dos Cetáceos no Mar Negro, Mar Mediterrâneo e o Espaço Atlântico Contíguo (ACCOBAMS), o Memorando de Entendimento para a Conservação de Cetáceos e Seu Habitat na Região das Ilhas do Pacífico (MOU dos Cetáceos do Pacífico) e o Memorando de Entendimento sobre a Conservação do Peixe-boi e Pequenos Cetáceos da África Ocidental e da Macaronésia (MoU dos Mamíferos Aquáticos da África Ocidental)
Os esforços de conservação incluíram que as linhas de navios tivessem um novo caminho para o seu destino, como as linhas de cruzeiro, bem como a redução da interação humana de perto. Alimentar os golfinhos também se tornou um problema e levou a mudanças comportamentais. Isto também foi sugerido como outra razão para eventos de mortalidade.

## Riscos
A população do Mar Mediterrâneo está em risco devido a poluição, doenças, e captura acidental em redes de pesca. O Japão detém uma quota que permite a caça de mil exemplares por ano.
 A espécie continua a sofrer ameaças de extinção, já que a caça ilegal do animal e também a matança para retirada de sua carne e pele rara preocupam a todos os biólogos e instituições que fazem o cuidado e proteção dos mesmos.

Segundo eles a divulgação da proteção dos mesmos deve ser feita com maior ênfase pela regiões costeiras do país, diminuindo os riscos de desaparecimento da espécie.